# North Warning System

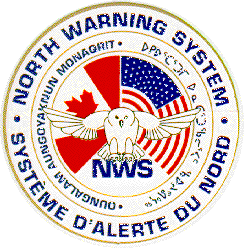
Lo stemma del North Warning System.

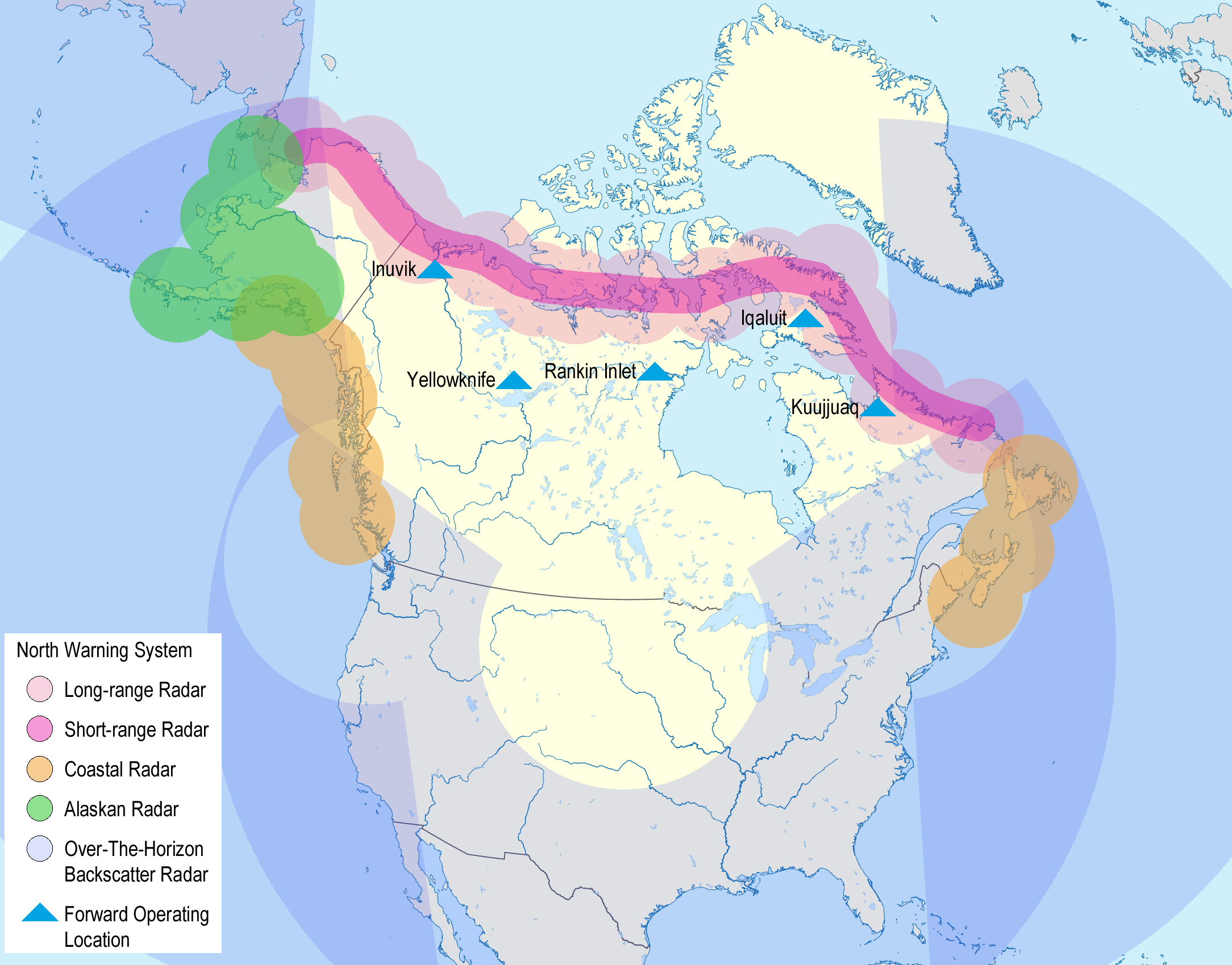
Il North Warning System come parte del radar NORAD come previsto dal Canada e dagli Stati Uniti nel 1987..

Il North Warning System, anche noto con la sigla NWS, è una rete di stazioni radar situate nelle zone artiche del Nord America. Il sistema garantisce il controllo dello spazio aereo e serve per individuare un eventuale attacco al Nord America attraverso l'Artide. l'NWS è composto da 13 radar a lungo raggio 11 dei quali situati in Canada e 8 dei quali appartenenti alla DEW Line. Il sistema dispone inoltre di 39 radar a corto raggio 36 dei quali situati sempre in Canada. Il sistema forma una rete di stazioni radar lunga 4800 chilometri e larga 320 chilometri che si estende dall'Alaska attraverso il Canada fino alla Groenlandia.
L'NWS fu costruito nel 1985 quando si decise di ammodernare alcune delle stazioni radar della DEW Line per creare una rete di stazioni radar più moderna. Rispetto alla DEW Line furono utilizzati sistemi con maggiori automatismi. Con la fine della Guerra Fredda nel 1990 tutto il personale statunitense fu ritirato dalle stazioni radar situate in territorio canadese e le singole stazioni furono consegnate alle autorità canadesi. 
Ciò nonostante tutte le stazioni radar sono rimaste sotto il controllo del NORAD.
La rete di stazioni radar è composta da 39 AN/FPS-124 radar a corto raggio e 15 radar a lungo raggio del tipo AN/FPS-117.